# Gigi (nome)
Gigi  è un nome proprio di persona italiano maschile.

## Varianti
- Maschili: Gigio[2]
  - Alterati: Gigino[2][3], Gigetto[2][3], Gigiotto[2]
- Femminili: Gigi[2], Gigia[2]
  - Alterati: Gigina[2], Gigetta[2], Gigiotta[2]

## Origine e diffusione
Nella quasi totalità dei casi, Gigi è un ipocoristico del nome Luigi, o al più di altri nomi maschili contenenti la sillaba -gi-, come Giorgio, Egidio e via dicendo. 
In alcuni casi, può anche derivare da nomi femminili, come nel caso della Gigi di Colette (in realtà Gilberta); in inglese il nome è primariamente femminile, essendo usato come abbreviativo per nomi come Georgine e Virginie.

## Onomastico
L'onomastico ricorre lo stesso giorno del nome da cui deriva.

## Persone

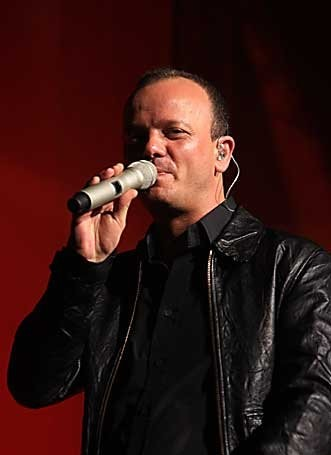
Gigi D'Alessio

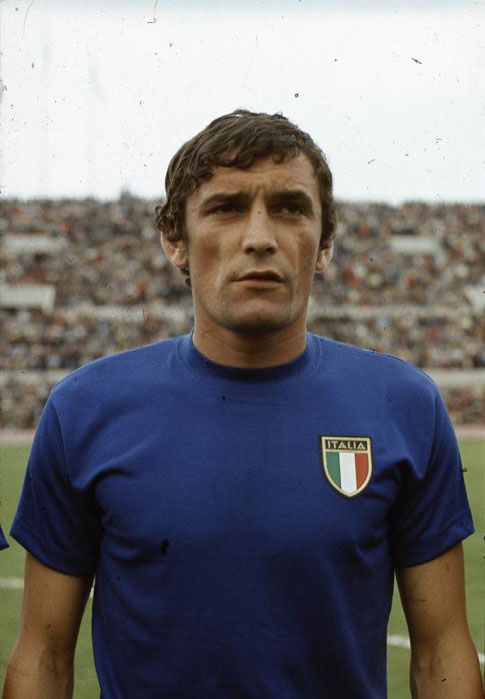
Gigi Riva

- Gigi Angelillo, attore, doppiatore e regista italiano
- Gigi Ballista, attore italiano
- Gigi D'Agostino, disc jockey e produttore discografico italiano
- Gigi D'Alessio, cantautore e compositore italiano
- Gigi Marsico, cestista e allenatore di pallacanestro italiano
- Gigi Marzullo, giornalista e conduttore televisivo italiano
- Gigi Peronace, calciatore e dirigente sportivo italiano
- Gigi Proietti, attore, comico, regista, cantante e doppiatore italiano
- Gigi Reder, attore italiano
- Gigi Riva, dirigente sportivo e calciatore italiano
- Gigi Sabani, conduttore televisivo, imitatore, cantante e attore italiano
- Gigi Villoresi,  pilota automobilistico italiano
- Gigi Buffon, dirigente sportivo ed ex calciatore italiano

### Varianti maschili
- Gigio Alberti, attore italiano
- Gigino Battisti, politico italiano
- Gigio D'Ambrosio, conduttore radiofonico italiano
- Gigio Morra, attore italiano
- Gigio Donnarumma, calciatore italiano

### Varianti femminili
- Gigi Edgley, attrice australiana
- Gigi Hadid, modella statunitense
- Gigetta Morano, attrice italiana

## Il nome nelle arti
- Topo Gigio è un famoso pupazzo televisivo creato da Maria Perego.
- Gigi Sullivan è il protagonista del manga Gigi la trottola.
- Gigetto. Quand'era morto, e come rivisse è un romanzo per ragazzi di Carlo Dadone.
- Gigi è un romanzo breve di Colette.